# هجوم الكرمة
هجوم الكرمة أو فجر الكرمة، هو هجوم شنه الجيش العراقي ومقاتلو العشائر السنية في 14 أبريل 2015 لاستعادة منطقة الكرمة التي استولت عليها تنظيم الدولة الإسلامية في العراق، خلاله استولت القوات الأمنية والعشائر العراقية على الطريق القديم وجزء من مدينة الكرمة. وردًا على هجوم شنت داعش هجومًا مضادًا في المنطقة، حيث هاجم التنظيم مدينة الرمادي واستولى على ثلاث قرى قريبة في 15 أبريل، وسيطرة على سد الثرثار في 24 أبريل. بحلول 15 مايو سيطر تنظيم الدولة على المقرات الحكومة في الرمادي. ودفع هذا الهجوم إلى فرار 114000 شخص من المنطقة وفقًا لمسؤولي الأمم المتحدة.

## الهجوم

خريطة توضح الوضع في الأنبار في حزيران 2014.

بعد التقدم الذي أحرزته القوات الحكومية العراقية في معركة تكريت الثانية أعلن رئيس الوزراء العراقي حيدر العبادي في 8 أبريل 2015، هجومًا لإخراج داعش من محافظة الأنبار. في اليوم التالي رداً على الهجوم المعلن أعدمت داعش 300 شخص في محافظة الأنبار.
بدأ الهجوم نفسه في 14 أبريل، بعد أن شنت داعش هجومًا على الرمادي مما دفع 114000 شخص إلى الفرار من المنطقة، وفقًا لمسؤولي الأمم المتحدة. كان الهجوم على الرمادي جزءًا من إعادة تركيز المسلحين لجهودهم على الأنبار، بعد أن خسروا مدينة تكريت في معركة تكريت الثانية. كما أفادت بعض القنوات التلفزيونية العراقية أن تنظيم داعش «بدأ عملية واسعة النطاق» للسيطرة على المناطق المحيطة بالرمادي، وحاول الاستيلاء على الطريق السريع المؤدي إلى الرمادي «لقطع الإمدادات». ولم يلتفت ضباط البنتاغون إلى «التحذيرات» من أن المجموعة «على وشك الاستيلاء على» المدينة. في اليوم السابق نجا محافظ الأنبار صهيب الراوي من محاولة اغتيال قام بها التنظيم في المدينة. في 15 أبريل أعدمت داعش 300 من رجال القبائل السنية في الأنبار خلال الأيام القليلة الماضية، واستولت على ثلاث قرى إلى الشرق من الرمادي. لم تحرز هجمات الحكومة العراقية تقدمًا يذكر في الأسابيع الأولى ولكن في نهاية أبريل حققت بعض التقدم حول محيط الكرمة.
قامت القوات الحكومية العراقية في 23 أبريل بتأمين طريق الكرمة القديم وبعد ثلاثة أيام استعادت جزءًا من مدينة الكرمة. وقدم سلاح الجو الملكي الدعم الجوي للقوات العراقية خلال الهجوم من خلال تدمير الحواجز والكمائن وقتل القناصين المتمركزين في المدينة.